# Национальная библиотека Гватемалы имени Луиса Кардосы-и-Арагона
Национальная библиотека Гватемалы имени Луиса Кардосы-и-Арагона (исп. Biblioteca Nacional de Guatemala "Luis Cardoza y Aragón") — публичная библиотека в Гватемале, расположенная в городе Гватемала.

## История
Библиотека была основана 18 октября 1879 года, в период правления Хусто Руфино Барриоса Ауйона. 24 июня 1880 года состоялось её торжественное открытие. Первоначально библиотека располагалась в здании Экономического общества.
18 марта 1897 года газета El Progreso Nacional сообщила, что фонд библиотеки был пополнен за счёт покупки личных библиотек архиепископа Рамона Касауса-и-Торреса и американца по фамилии Сэвидж, изучавшего историю и собиравшего книги на английском языке. Также были приобретены личные библиотеки каноника Хосе Марии Кастильи и доктора Мариано Падильи. Фонд библиотеки в то время насчитывал около 19400 единиц. 
После землетрясений 1917—1918 годов правительство Мануэля Эстрады Кабреры приняло решение перенести библиотеку в здание напротив парка «Эстрада Кабрера». Позднее библиотека находилась в университете Сан-Карлос. 
Во время правления Хуана Хосе Аревало началось строительство нового здания библиотеки, однако при Хакобо Арбенсе Гусмане оно было остановлено и завершено лишь в 1957 году, когда президентом стал Карлос Кастильо Армас. 

### Директора
| Директор                           | Годы      |
| ---------------------------------- | --------- |
| Дамасо Мичео                       | 1880      |
| Хуан Мануэль Рамирес               | 1881      |
| Дамаско Очоа                       | 1882—     |
| Раймундо Гонсалес                  | 1884—     |
| Хуан Мигель Рубио-и-Пилонья        | 1885—     |
| Хосе Хоакин Пальма                 | 1887—     |
| Мартин Мерида                      | 1892—     |
| Рамон А. Саласар                   | 1895—     |
| Мартин Кесада                      | 1909—     |
| Сальвадор Кастильо                 | 1912—     |
| Эсекиэль Санчес Росаль             |           |
| Нефтали Навас Пайс                 | 1923—1925 |
| Виктор Сагастуме Герра             | 1924—     |
| Виктор Агилар Пелаэс               |           |
| Рафаэль Аревало Мартинес           | 1927—1945 |
| Карлос Самайоа Чинчилья            | 1948—1950 |
| Гонсало Дардон Гордова             | 1950—1954 |
| Бехамин Годой Кастро               | 1954—1957 |
| Рикардо Кастаньеда Паганини        | 1957—1963 |
| Мария Альбертина Гальвес Гарсия    | 1963—1966 |
| Франсиско Альфредо де Леон Турсиос | 1966—1970 |
| Эва Эванс да Сагастуме             |           |
| Луис Лухан Муньос                  |           |
| Мария Луис Мюле де Фориоль         |           |
| Виктор Кастильо Лопес              | 1991—     |
| Франсис Поло Сифонтес              | 2004—     |
| Илонка Матуте                      |           |

## Современное состояние

### Фонд
В настоящее время объём фонда библиотеки составляет около 400 000 единиц.
Национальная библиотека Гватемалы получает обязательный экземпляр всех тиражированных документов, выходящих на территории Гватемалы. Также обязательный экземпляр поступайет в Центральную библиотеку университета Сан-Карлос.
Частью Национальной библиотеки Гватемалы является отдел периодики, созданный в 1960 году по инициативе Ригоберто Брана Асмитии, а в 2003 году признанный культурным наследием Гватемалы.

### Коллекция бюстов гватемальских писателей и журналистов

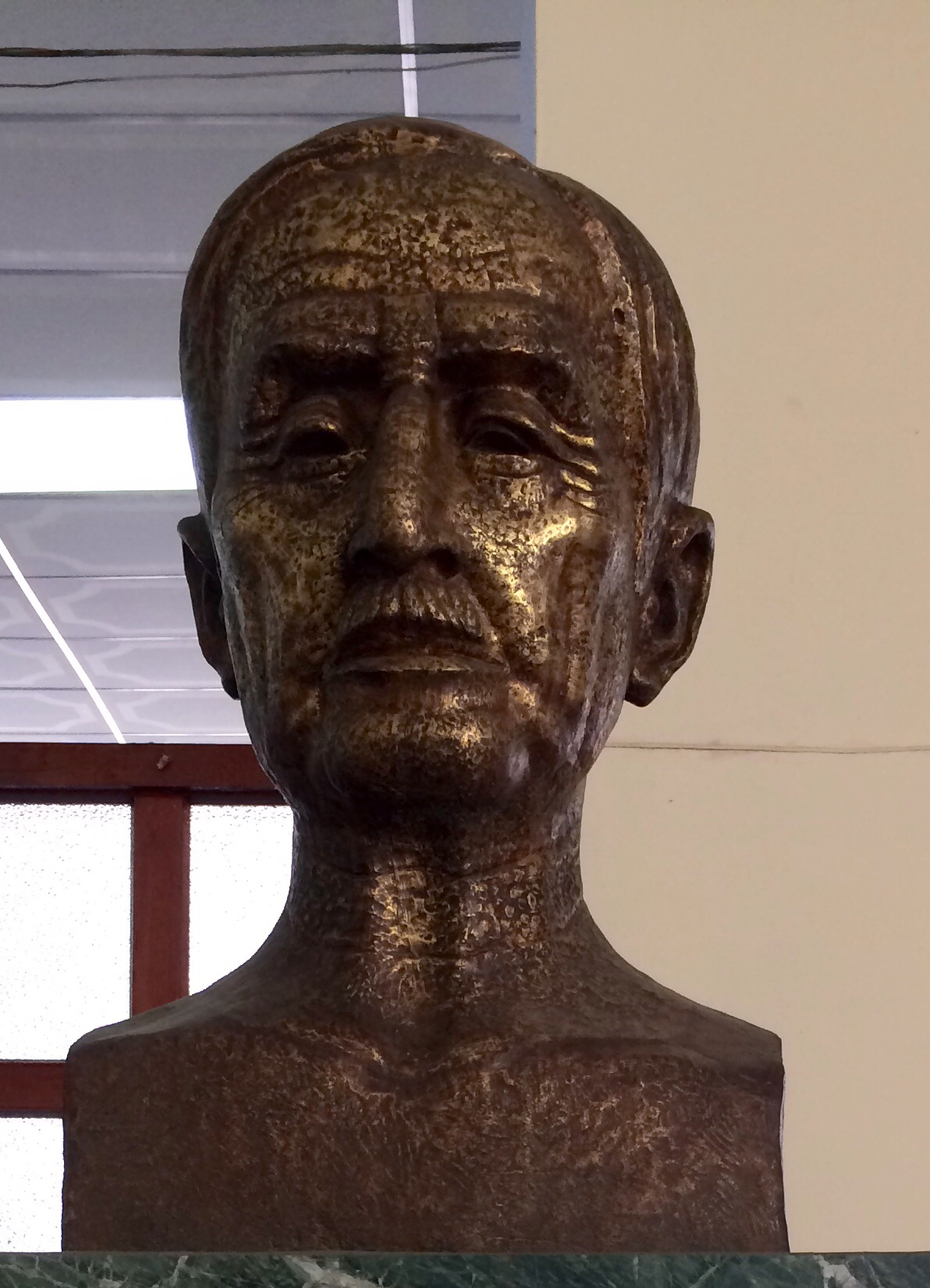
Рафаэль Аревало Мартинес (1884—1975)
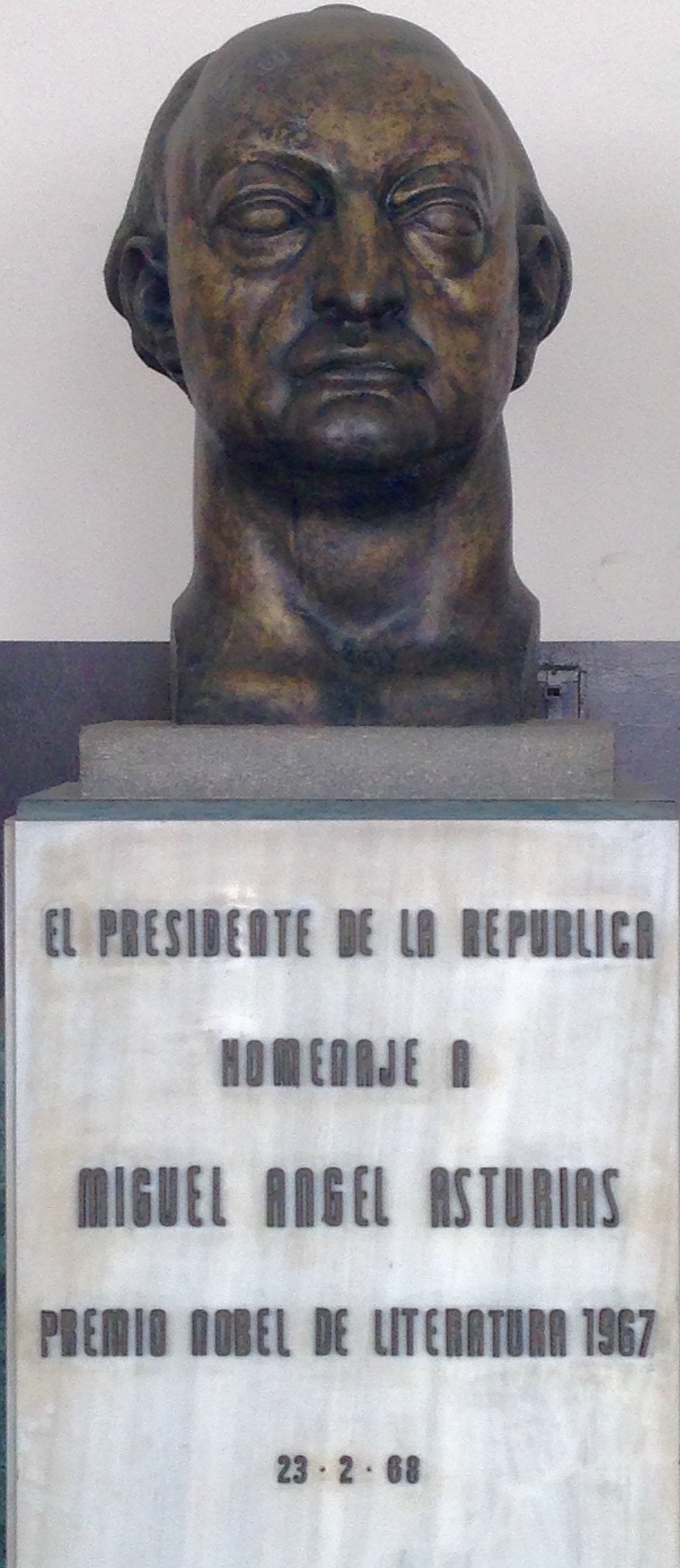
Мигель Анхель Астуриас (1899—1974)
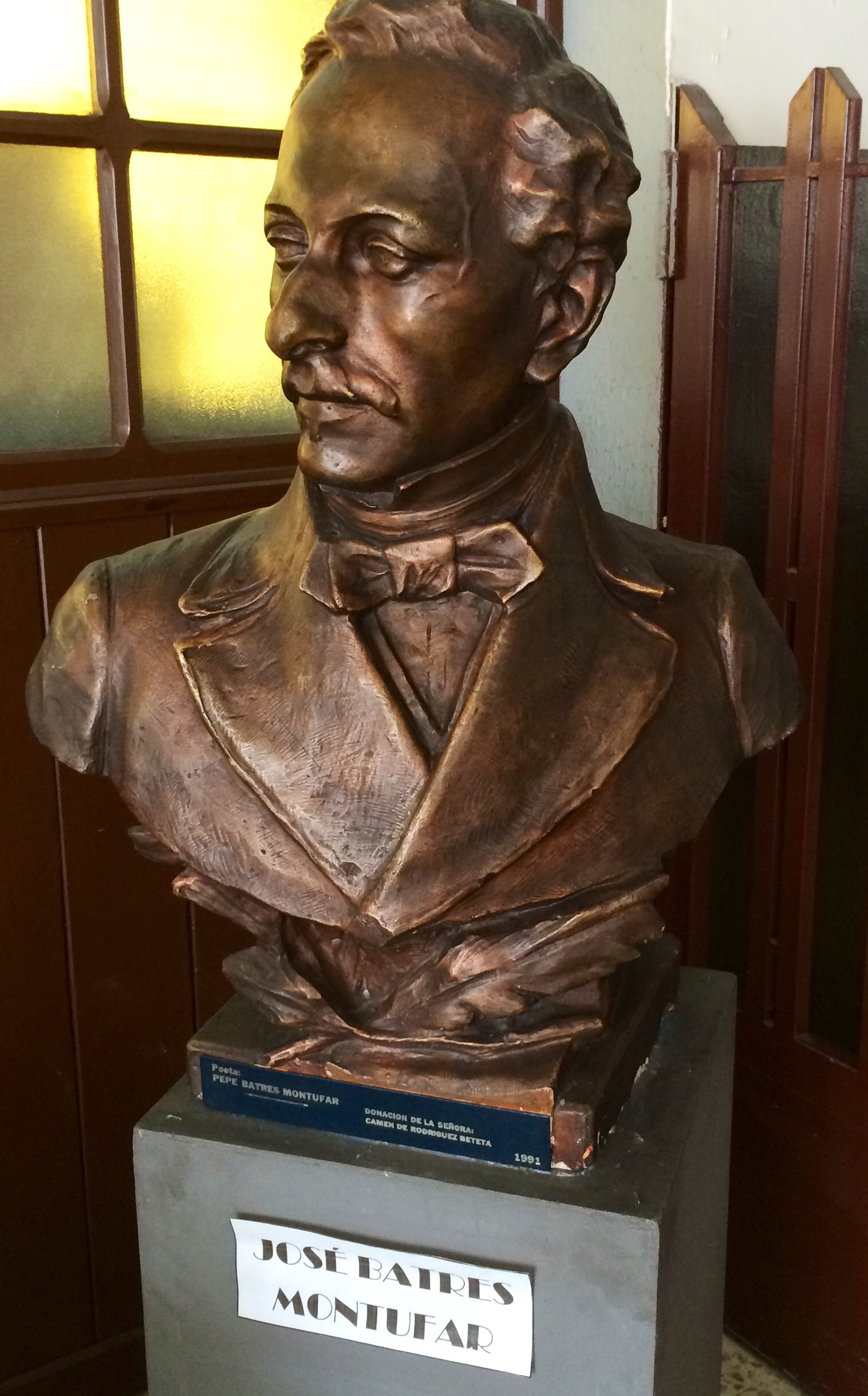
Хосе Батрес Монтуфар (1809—1844)
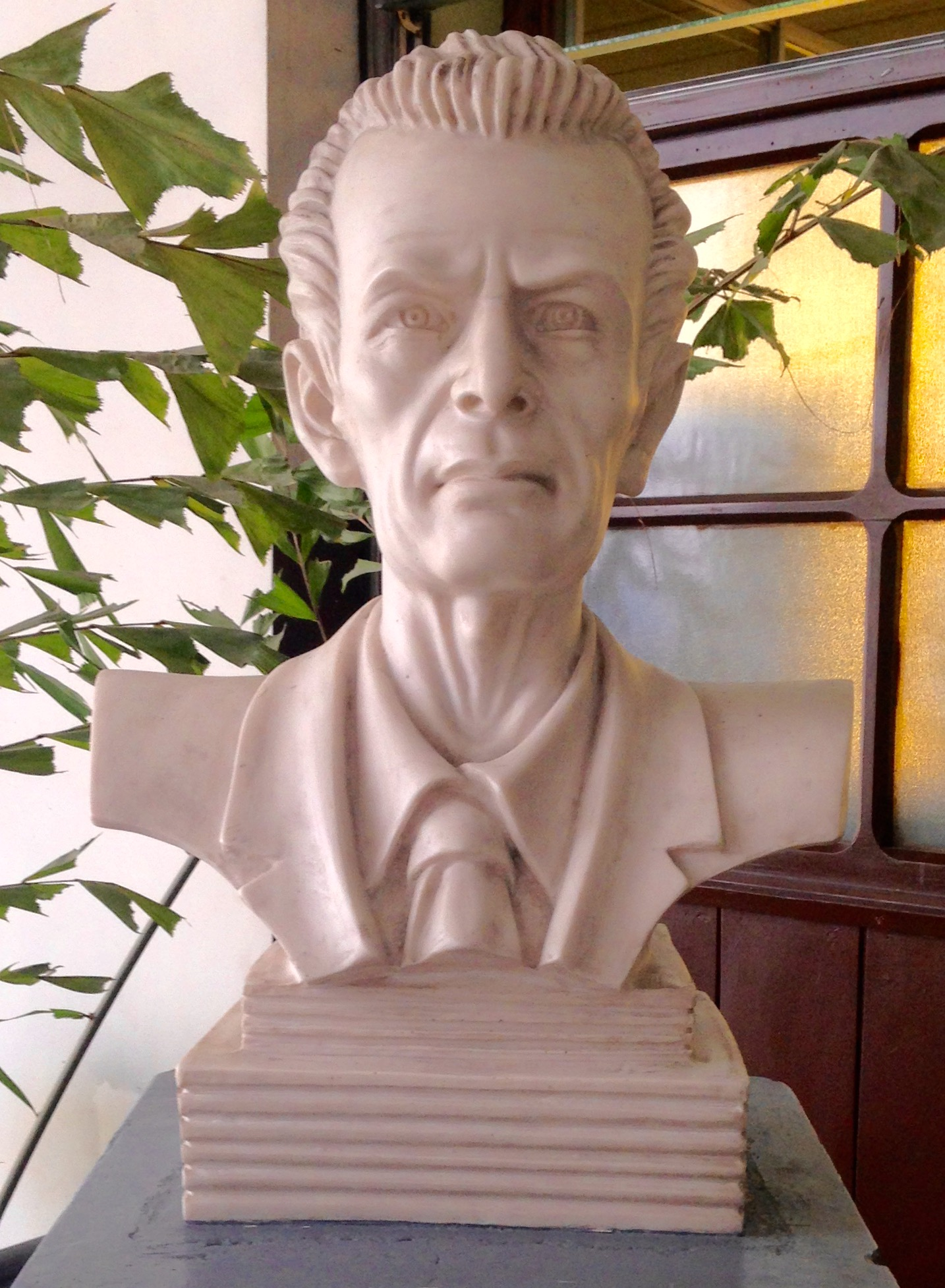
Ригоберто Бран Асмития (1923—2002)
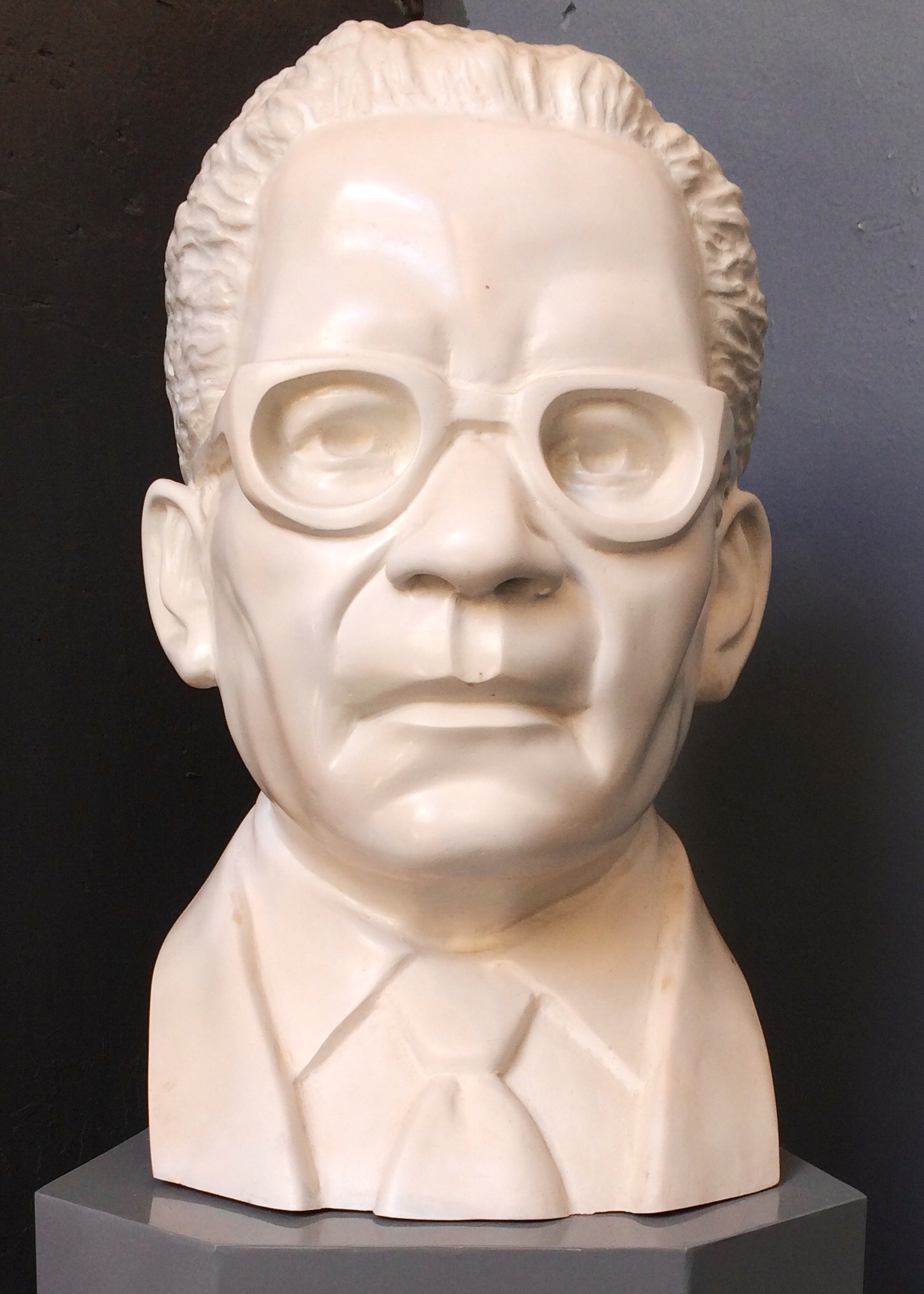
Клементе Маррокин Рохас (1897—1978)